# Instituto Aragonés del Catalán
El Instituto Aragonés del Catalán (en catalán: Institut Aragonès del Català) es el órgano del Gobierno de Aragón en el ámbito de la lengua catalana en Aragón, creado en el año 2018. Junto al Instituto del Aragonés, forma parte de la Academia Aragonesa de la Lengua.

## Antecedentes
La Ley de lenguas de Aragón 3/2013 evitaba denominar "aragonés" y "catalán" a las lenguas hoy minoritarias de Aragón, utilizando los circunloquios "lengua aragonesa propia de las áreas pirenaica y prepirenaica" y "lengua aragonesa propia del área oriental", denominaciones conocidas por los acrónimos LAPAPYP y LAPAO.
Esta situación quedó enmendada con la Ley 2/2016 de Aragón, que en el artículo 35 modifica la legislación previa para indicar que "el aragonés y el catalán de Aragón, en los que están incluidas sus variedades dialectales, son las lenguas y modalidades lingüísticas propias a las que se refiere el artículo 7 del Estatuto de Autonomía de Aragón".

## Creación y constitución
Por el Decreto 56/2018, se crean el Instituto del Aragonés y el Instituto Aragonés del Catalán como órganos de la Academia Aragonesa de la Lengua.
Las competencias del Instituto Aragonés del Catalán se pueden resumir en las siguientes:
- Estudiar el catalán de Aragón.
- Proponer adaptaciones de las normas del catalán a la diversidad dialectal del catalán en el Aragón.
- Determinar la forma oficial de topónimos y antropónimos del catalán en el Aragón.
- Promover el uso y enseñanza del catalán de Aragón.

Para el ejercicio de sus funciones, se prevé la colaboración del Instituto Aragonés del Catalán con las otras instituciones académicas de la lengua catalana.
El julio de 2021, son nombrados los 15 miembros de la Academia Aragonesa de la Lengua, que incluyen a los del Instituto Aragonés del Catalán.
El 10 de septiembre de 2021, las Cortes aragonesas aprueban una propuesta de VOX con el apoyo de PP, Ciudadanos y PAR para la supresión del Instituto Aragonés del Catalán. De todos modos, se trata de una proposición no de ley que no es vinculante para el Gobierno de Aragón.
Finalmente, el 21 de marzo de 2022 se constituyen en Zaragoza el Instituto del Aragonés y el Instituto Aragonés del Català, integrados en la Academia Aragonesa de la Lengua.